# 拉多万·拉多维奇
拉多万·拉多维奇（羅馬化：Radovan Radović，1936年1月19日—2022年8月25日）是一名塞爾維亞男子籃球運動員和教練。他在國際上代表南斯拉夫國家男子籃球隊出賽。

## 競賽生涯
拉多维奇曾為貝爾格萊德的兩支球隊BSK和南斯拉夫第一聯賽的貝爾格勒游擊隊效力。
他的籃球生涯始於BSK的青年隊。1954年，他被提升到一線隊。幾年後，他轉會到Partizan，從1957年至1968年，他一直為Partizan效力，只有1964年因義務兵役而錯過了賽季。1963年，他在一場比賽中創下職業生涯最高的48分。

## 國家隊生涯
作為南斯拉夫國家男子籃球隊的球員，拉多维奇參加了1960年在羅馬舉行的夏季奧林匹克運動會和1961年在貝爾格萊德舉行的歐洲錦標賽，並獲得銀牌。他參加1959年在土耳其舉行的歐洲錦標賽。此外，他還於1959年在黎巴嫩舉行的地中海運動會上贏得金牌，並於1963年在義大利舉行的地中海運動會上贏得銅牌。
拉多维奇是南斯拉夫在1960年羅馬奧運上的執旗手。

## 教練生涯
拉多维奇在1969－70和1970－71賽季執教南斯拉夫第一聯賽的貝爾格萊德隊。1964年在克拉列沃服兵役期間，他曾短暫訓練過未來的球星柳博德拉格·西蒙諾維奇。

## 個人生活
拉多维奇有一個兒子伊萬（1988年出生）。伊萬於2016年因涉嫌從塞爾維亞向阿拉伯聯合大公國杜拜走私古柯鹼而被捕。

## 外部連結
- Radovan Radović at sports-reference.com